# Egoleech
Egoleech ist das dritte Studioalbum der deutschen Porngrind-Band Cock and Ball Torture. Es erschien am 14. Juni 2004 bei Morbid Records und ist das erste Album der Band, bei dem sie auf die pornografischen Textinhalte und Artworks verzichtete. Dies stieß sowohl bei Fans als auch bei Kritikern auf ein geteiltes Echo.

## Rezeption
Das Eternity Magazine beschreibt die Musik des Trios als „groovigen Grindcore“, besonders hebt der Rezensent den Wechsel zwischen Growling und Carcass-ähnlichem Sprechgesang hervor. Insgesamt sei das Album allerdings zu monoton und es fehle an der Grindcore-typischen Geschwindigkeit. Das Archaic Magazine weist darauf hin, dass die Abkehr von Porngrind von der Band bereits im Vorfeld in Interviews angekündigt worden sei, insbesondere die ohne Pitch Shifter verfremdeten klaren Gesangspassagen würden den Unterschied zu den vorangegangenen Alben ausmachen. Musikalisch hingegen unterscheide das Album sich kaum von den Vorgängern, die Musik sei nach wie vor überwiegend im mittleren Tempobereich angesiedelt und von „tiefer gestimmten Gitarren, schlichtem Schlagzeugspiel und einem rumpligen Bass“ geprägt. Volkmar Weber vom Rock Hard findet nur wenig lobende Worte für das Album. Egoleech versuche vergeblich zu grooven und verkomme „nach wenigen Minuten zur Einschlafdroge“.

## Tracklist
| #  | Titel                       | Länge |
| -- | --------------------------- | ----- |
| 1  | Another Arch Abraded        | 2:36  |
| 2  | Close Your Eyes and Bear It | 2:28  |
| 3  | Blindfold Bare Submissive   | 3:11  |
| 4  | Complex 27                  | 2:10  |
| 5  | Be Raped Bereaved           | 2:36  |
| 6  | She No Longer Cared         | 2:49  |
| 7  | Sharp and Slender           | 2:29  |
| 8  | Sono Sterile Theory         | 3:14  |
| 9  | Thickening                  | 2:23  |
| 10 | Six Holes Cut               | 2:59  |
| 11 | Thirty Degrees Backwards    | 2:57  |
| 10 | Contagious                  | 3:49  |
| 10 | One Inch Left               | 2:19  |